# Kysucké bradlá
Kysucké bradla tvoří geomorfologický podcelek Kysucké vrchoviny. Nejvyšší vrchol podcelku je Pupov, dosahující výšky 1 096 m n. m.

## Vymezení
Zabírá jižní část Kysucké vrchoviny, od údolí Kysuce po Oravskou Maguru. Severním směrem pokračuje pohoří podcelku Vojenné, západním směrem navazují Nízké Javorníky. Jižní okraj klesá do málo zvlněné Žilinské kotliny s podcelky Žilinská pahorkatina a Varínske Podolie, následuje Krivánska Fatra a na jihovýchodě sousedí krátkým úsekem s Oravskou vrchovinou. Na východě Kysucké bradla navazují na Oravskou Maguru a její podcelky Kubínska hoľa a Paráč.

## Významné vrcholy
- Pupov – nejvyšší vrch pohoří (1 096 m n. m.)
- Okrúhlica (1 076 m n. m.)
- Ľadonhora (999 m n. m.)
- Straník (769 m n. m.)
- Dubeň (613 m n. m.)

## Ochrana přírody
Východní část území patří do ochranného pásma Národního parku Malá Fatra. Z maloplošných chráněných území se zde nacházejí:
- Bôrická mláka – přírodní památka
- Krasniansky luh – přírodní památka
- Kysucká brána – přírodní památka
- Velké Ostré – přírodní památka
- Rochovica – přírodní rezervace
- Brodnianka – přírodní rezervace
- Ľadonhora – přírodní rezervace[2]